# Kościół św. Michała Archanioła w Sandomierzu
Kościół św. Michała Archanioła – zabytkowa świątynia rzymskokatolicka w Sandomierzu, obecnie kościół seminaryjny, dawniej sióstr Benedyktynek. Został wzniesiony w latach 1686-92 według projektu Jana Michała Linka.
Bliźniaczą względem sandomierskiego kościoła świątynią jest Kościół św. Katarzyny w Zamościu.